# Trifolium douglasii
Trifolium douglasii là một loài thực vật có hoa trong họ Đậu. Loài này được House miêu tả khoa học đầu tiên.